# بلدة برلين (مقاطعة إيونيا)
برلين، مقاطعة إيونيا (بالإنجليزية: Berlin Township, Ionia County, Michigan)‏ هي بلدة تقع بولاية ميشيغان في الولايات المتحدة. تبلغ مساحتها 108.5 (كم²)، وترتفع عن سطح البحر 256 م، بلغ عدد سكانها 2787 نسمة في عام تعداد الولايات المتحدة 2000 حسب إحصاء مكتب تعداد الولايات المتحدة وتصل الكثافة السكانية فيها 25.9 نسمة/كم2.

## أعلام
- والت ووكر

## وصلات خارجية
- The US50 - Cities and Towns in Michigan State
- Michigan Cities and Towns, Facts, Map, Flag, Colleges, Government, and More